# Verband angestellter Akademiker und leitender Angestellter der chemischen Industrie
Der Verband angestellter Akademiker und leitender Angestellter der chemischen Industrie e. V. (VAA – Fach- und Führungskräfte Chemie) ist ein deutscher Bundesverband und zugleich Berufsgewerkschaft für Führungs- und Führungsnachwuchskräfte in der Chemie und in angrenzenden Bereichen.
Der eingetragene Verein ist der größte Berufsverband von Führungs- und Führungsnachwuchskräften in Deutschland. Rund 30.000 Naturwissenschaftler, Ingenieure und Kaufleute, die als außertarifliche oder leitende Angestellte in verantwortlichen Positionen in der chemischen Industrie tätig sind, haben sich im VAA zusammengeschlossen, um gemeinsame wirtschaftliche, soziale und rechtliche Interessen zu vertreten. Der Verband bildet eine Sozialpartnerschaft mit dem Bundesarbeitgeberverband Chemie (BAVC) und der dem Deutschen Gewerkschaftsbund (DGB) angeschlossenen Industriegewerkschaft Bergbau, Chemie und Energie (IGBCE). Gemeinsam mit der IGBCE nimmt der VAA die Vertretung der Arbeitnehmerinteressen in der Chemie wahr.

## Geschichte
Am 10. Mai 1919 wurde in Halle/Saale der „Bund angestellter Akademiker und Ingenieure“ (Budaci) gegründet. 1933 erfolgte die Zwangsauflösung durch die nationalsozialistische Regierung. Die Wiedergründung erfolgt 1946. 1972 beschloss die Delegiertentagung die Änderung des Namens in „Verband angestellter Akademiker und leitender Angestellter der chemischen Industrie“. Nach der Fusion mit dem „Verband der Führungskräfte der chemischen Industrie der DDR“ (VFCI) firmiert der Verband seit 1991 unter dem Namen VAA.

## Aufbau und Organisation
Rund 84 Prozent der VAA-Mitglieder haben sich – vor allem in den größeren Chemieunternehmen – in einer der 190 Werksgruppen organisiert. Größere Werksgruppen gibt es unter anderem in folgenden Unternehmen: BASF, Bayer, Clariant, Evonik, Henkel, Merck, Roche Diagnostics, Sanofi und Wacker. Mitarbeiter aus kleineren Unternehmen gehören vorrangig als Einzelmitglieder dem Verband an. Werksgruppen und Einzelmitglieder sind regional in einer der acht Landesgruppen zusammengeschlossen.
Oberstes Entscheidungsorgan des VAA ist die Delegiertentagung, auf der jährlich bis zu 200 Vertreter aus den Landes- und Werksgruppen die Grundlinien der Verbandspolitik festlegen. Der Vorstand besteht aus sieben ehrenamtlich tätigen Personen und wird auf drei Jahre gewählt. Dieser leitet den VAA und wird durch den Beirat, in den jede der neun Landesgruppen einen Vertreter entsendet, sowie durch Kommissionen, unterstützt. Seit dem 7. Mai 2021 ist Birgit Schwab von der Wacker Chemie 1. Vorsitzende des Verbandes. 2. Vorsitzender ist Christoph Gürtler vom Leverkusener Kunststoffkonzern Covestro. Schatzmeisterin ist Ruth Kessler von der Leverkusener Bayer AG. Zum weiteren Vorstand gehören Monika Brink (Boehringer Ingelheim), Roland Fornika (Röhm GmbH), Thomas Sauer (Evonik) und Martin Wolf (B. Braun Melsungen).
Die Verbandsgeschäfte führen hauptamtliche Mitarbeiter in der Geschäftsstelle in Köln und im Berliner Büro. Hauptgeschäftsführer ist Stephan Gilow. Klaus Bernhard Hofmann ist der Pressesprecher.

## Interessenvertretung
Als Berufsverband vertritt der VAA die Interessen der Führungskräfte in der chemischen Industrie und angrenzender Branchen. Die VAA-Werksgruppen vor Ort betreuen die dortigen Mitglieder individuell und bilden die organisatorische Infrastruktur der Verbandsarbeit. Gleichzeitig sind sie der Unterbau für das Vertretungsorgan der Leitenden Angestellten, den Sprecherausschuss, sowie für die Vertreter des Verbandes im Betriebsrat und Aufsichtsrat. Aufgabe des VAA ist die Durchsetzung der Anliegen von Führungskräften in der Steuer-, Sozial- und Umweltpolitik sowie in der Gesetzgebung. Auf Verbandsebene vertritt der VAA seine Mitglieder firmen- und branchenübergreifend durch den Abschluss von Tarifverträgen und durch Gespräche und Verhandlungen mit anderen Chemieorganisationen.
Mit dem Bundesarbeitgeberverband Chemie (BAVC) verhandelt der VAA den „Tarifvertrag über Mindestjahresbezüge für akademisch gebildete Angestellte der chemischen Industrie“. Hier werden die Anfangsgehälter für Akademiker mit naturwissenschaftlichem oder technischem Hochschulabschluss festgelegt.
Der „Manteltarifvertrag für akademisch gebildete Angestellte in der chemischen Industrie“ regelt allgemeine Arbeitsbedingungen. Häufig sind diese günstiger, als die gesetzlich vorgeschriebenen. Dies gilt etwa für die Kündigungsfristen. Auch die Regelungen zur Entschädigung für ein Wettbewerbsverbot, das Arbeitnehmer für die Zeit nach Beendigung des Anstellungsverhältnisses in seiner beruflichen Tätigkeit beschränkt, sind im Manteltarifvertrag deutlich besser, als die gesetzlichen Regelungen es vorsehen. Beide Tarifverträge gelten nur für Mitglieder des VAA.
In seiner politischen Arbeit wird der VAA durch den Deutschen Führungskräfteverband ULA unterstützt. Eine direkte Mitgliedschaft besteht zudem im Dachverband der Führungskräfte der chemischen und pharmazeutischen Industrie in Europa, der Fédération Européenne des Cadres de la Chimie et des Industries Annexes (FECCIA), Paris. Über die ULA und die FECCIA wird der VAA auch im Verband europäischer Führungskräfte Confédération Européenne des Cadres (CEC) mit Sitz in Brüssel vertreten
Der VAA berät und vertritt seine Mitglieder in Angelegenheiten des Berufslebens. Über das Führungskräfte Institut (FKI) veranstaltet der VAA für Führungskräfte in der Chemie Fortbildungsseminare.

## Umfragen
Der VAA organisiert mehrere Umfragen: Jährlich erfolgt unter den Mitgliedern des Vereins eine Einkommensumfrage, die zugleich gemeinsam mit der Gesellschaft deutscher Chemiker organisiert wird. Ebenfalls jährlich erfolgt eine Befindlichkeitsumfrage, die die Arbeitsbedingungen und Personalstrategien der Unternehmen abfragt. Aufgrund der Ergebnisse dieser Umfrage wird der „Deutsche Chemie-Preis Köln“ vergeben. In mehrjährigen Abständen erfolgen eine Chancengleichheitsumfrage, eine Studentenumfrage unter den studentischen Mitgliedern (alle fünf Jahre, zuletzt Ende 2014) und eine Pensionärsumfrage.

## Publikationen
Zu den Verbandspublikationen des VAA gehören das sechsmal jährlich erscheinende VAA Magazin, der monatliche VAA Newsletter sowie eine Broschürenreihe zu arbeits- und sozialrechtlichen Themen.
Jährlich gehen den Mitgliedern die Ergebnisse der VAA-Einkommensumfrage zu, alle drei Jahre Informationen zur Entwicklung der Altersbezüge sowie der Chancengleichheit. Weiterhin erhalten Studierende und Absolventen der Chemie sowie der Ingenieurwissenschaften Informationen über Anstellungschancen und Berufswege in der chemischen Industrie.